# 授权管理系统
授权管理系统（authentication management systems），計算機應用軟體的一種，规定用户在何时何地可以访问网站或公司数据库的某个部分。根据实现设定的访问规则，用户只能访问得到授权进入的系统部分。